# Oberonia rotunda
Oberonia rotunda är en orkidéart som beskrevs av Takahide Hosokawa. Oberonia rotunda ingår i släktet Oberonia och familjen orkidéer. Inga underarter finns listade i Catalogue of Life.